# Terza Divisione Campania 1930-1931
La Terza Divisione 1930-1931 è stato il V ed ultimo livello del XXXI campionato italiano di calcio, il secondo a carattere regionale.
La gestione di questo campionato era affidata ai Direttori Regionali, che li organizzavano autonomamente, con la possibilità di ripartire le squadre su più gironi tenendo in alta considerazione le distanze chilometriche, le strade di principale comunicazione e i mezzi di trasporto dell'epoca. Questo è il campionato della regione Campania.
Questo è il campionato gestito dal Direttorio Regionale Campano avente sede a Napoli.

## Girone A

### Squadre partecipanti
| Squadra                      | Città                         | Stagione precedente |
| ---------------------------- | ----------------------------- | ------------------- |
| Dop. Aurelio Padovani        | Giugliano in Campania (NA)    |                     |
| A.S. Caserta                 | Caserta (NA)                  |                     |
| U.S. Giovinezza              | Maddaloni (NA)                |                     |
| U.S. Gladiator (B = riserve) | Santa Maria Capua Vetere (NA) |                     |
| S.S. Littorio                | Benevento                     |                     |
| U.S. Mariglianese            | Marigliano (NA)               |                     |
| A.C. Napoli (C = allievi)    | Napoli                        |                     |
| U.S. Savianese               | Saviano (NA)                  |                     |
| Stabia S.C. (B = riserve)    | Castellammare di Stabia (NA)  |                     |
| G.S. Tommaso Vicario         | Mondragone (NA)               |                     |

### Classifica
|  | Pos. | Squadra          | Pt       | G  | V | N | P  | GF | GS | DR |
|  | ---- | ---------------- | -------- | -- | - | - | -- | -- | -- | -- |
|  | 1.   | Littorio         | 18       | 12 | 8 | 2 | 2. | .  | .  |    |
|  | 1.   | Tommaso Vicario  | 18       | 12 | 8 | 2 | 2  | .  | .  |    |
|  | 3.   | Aurelio Padovani | 17       | 12 | 7 | 3 | 2  | .  | .  |    |
|  | 4.   | Napoli C         | 9        | 12 | 3 | 3 | 6  | .  | .  |    |
|  | 4.   | Mariglianese     | 9        | 12 | 3 | 3 | 6  | .  | .  |    |
|  | 6.   | Gladiator B      | 7        | 12 | 2 | 3 | 7  | .  | .  |    |
|  | 7.   | Caserta          | 6        | 12 | 2 | 2 | 7  | .  | .  |    |
|  | --   | Savianese        | Ritirato |    |   |   |    |    |    |    |
|  | --   | Stabia B         | Ritirato |    |   |   |    |    |    |    |
|  | --   | Giovinezza       | Ritirato |    |   |   |    |    |    |    |

Legenda:
      Ammesso al girone finale.
Regolamento:
Due punti a vittoria, uno a pareggio, zero a sconfitta.
Pari merito in caso di pari punti se non in zona promozione/finali.

### Risultati
| Andata (1ª) | Andata (1ª)                      | Prima giornata      | Ritorno (10ª) | Ritorno (10ª) |
|             |                                  |                     |               |               |
| 26 ott.     | 4-1                              | Gladiator B-Caserta | -             | 4 gen.        |
| 26 ott.     | 5-3                              | Padovani-Napoli C   | 2-3           | 4 gen.        |
| 26 ott.     | 0-5                              | Savianese-Littorio  | n.d.          | 4 gen.        |
| 26 ott.     | Riposano: Mariglianese e Vicario |                     |               | 4 gen.        |

| Andata (2ª) | Andata (2ª)                       | Seconda giornata      | Ritorno (11ª) | Ritorno (11ª) |
|             |                                   |                       |               |               |
| 2 nov.      | 3-3                               | Littorio-Caserta      | 3-2           | 11 gen.       |
| 2 nov.      | 2-1                               | Napoli C-Mariglianese | 2-0           | 11 gen.       |
| 2 nov.      | 1-0                               | Vicario-Padovani      | 0-2           | 11 gen.       |
| 2 nov.      | Riposano: Gladiator B e Savianese |                       |               | 11 gen.       |

| Andata (3ª) | Andata (3ª)                  | Terza giornata       | Ritorno (12ª) | Ritorno (12ª) |
|             |                              |                      |               |               |
| 9 nov.      | 1-2                          | Mariglianese-Vicario | 1-4           | 18 gen.       |
| 9 nov.      | 0-0                          | Savianese-Napoli C   | n.d.          | 18 gen.       |
| 9 nov.      | 0-1                          | Gladiator B-Littorio | 0-6           | 18 gen.       |
| 9 nov.      | Riposano: Caserta e Padovani |                      |               | 18 gen.       |

| Andata (4ª) | Andata (4ª)                       | Quarta giornata      | Ritorno (13ª) | Ritorno (13ª) |
|             |                                   |                      |               |               |
| 16 nov.     | 2-0                               | Vicario-Savianese    | n.d.          | 1 feb.        |
| 16 nov.     | 7-1                               | Padovani-Gladiator B | 3-3           | 1 feb.        |
| 16 nov.     | 0-0                               | Napoli C-Caserta     | 1-1           | 1 feb.        |
| 16 nov.     | Riposano: Littorio e Mariglianese |                      |               | 1 feb.        |

| Andata (5ª) | Andata (5ª)                       | Quinta giornata       | Ritorno (14ª) | Ritorno (14ª) |
|             |                                   |                       |               |               |
| 28 dic.     | 0-2                               | Caserta-Vicario       | 0-3           | 8 feb.        |
| 23 nov.     | 1-1                               | Mariglianese-Padovani | 2-6           | 8 feb.        |
| 23 nov.     | 1-0                               | Littorio-Napoli C     | 3-1           | 8 feb.        |
| 23 nov.     | Riposano: Gladiator B e Savianese |                       |               | 8 feb.        |

| Andata (6ª) | Andata (6ª)                  | Sesta giornata           | Ritorno (15ª) | Ritorno (15ª) |
|             |                              |                          |               |               |
| 30 nov.     | 1-0                          | Vicario-Littorio         | 0-8           | 15 feb.       |
| 30 nov.     | 5-0                          | Padovani-Savianese       | n.d.          | 15 feb.       |
| 30 nov.     | 4-0                          | Mariglianese-Gladiator B | 0-0           | 15 feb.       |
| 30 nov.     | Riposano: Napoli C e Caserta |                          |               | 15 feb.       |

| Andata (7ª) | Andata (7ª)                  | Settima giornata       | Ritorno (16ª) | Ritorno (16ª) |
|             |                              |                        |               |               |
| 7 dic.      | 1-1                          | Caserta-Padovani       | -             | 15 mar.       |
| 7 dic.      | 1-0                          | Savianese-Mariglianese | n.d.          | 1 mar.        |
| 7 dic.      | 3-0                          | Gladiator B-Napoli C   | -             | 1 mar.        |
| 7 dic.      | Riposano: Vicario e Littorio |                        |               | 1 mar.        |

| Andata (8ª) | Andata (8ª) | Ottava giornata       | Ritorno (17ª) | Ritorno (17ª) |
|             |             |                       |               |               |
| 14 dic.     | 1-0         | Vicario-Napoli C      | 1-1           | 8 mar.        |
| 14 dic.     | 2-0         | Padovani-Littorio     | -             | 8 mar.        |
| 14 dic.     | 3-1         | Mariglianese-Caserta  | 0-2           | 29 mar.       |
| 14 dic.     | 1-3         | Savianese-Gladiator B | n.d.          | 8 mar.        |

| \| Andata (9ª) \| Andata (9ª) \| Nona giornata \| Ritorno (18ª) \| Ritorno (18ª) \| \| \| \| \| \| \| \| 21 dic. \| 3-3 \| Gladiator B-Vicario \| 1-4 \| 29 mar. \| \| 21 dic. \| 1-0 \| Littorio-Mariglianese \| 2-2 \| 29 mar. \| \| 21 dic. \| n.d. \| Caserta-Savianese \| n.d. \| 29 mar. \| \| 21 dic. \| Riposano: Napoli C e Padovani \| \| \| 29 mar. \| |                               |                       |               |               |
| Andata (9ª) | Andata (9ª)                   | Nona giornata         | Ritorno (18ª) | Ritorno (18ª) |
| |                               |                       |               |               |
| 21 dic. | 3-3                           | Gladiator B-Vicario   | 1-4           | 29 mar.       |
| 21 dic. | 1-0                           | Littorio-Mariglianese | 2-2           | 29 mar.       |
| 21 dic. | n.d.                          | Caserta-Savianese     | n.d.          | 29 mar.       |
| 21 dic. | Riposano: Napoli C e Padovani |                       |               | 29 mar.       |

## Girone B

### Squadre partecipanti
| Squadra                              | Città                        | Stagione precedente |
| ------------------------------------ | ---------------------------- | ------------------- |
| G.S.F. Bagnolese (C = allievi)       | Napoli-Bagnoli               |                     |
| G.S. Cotoniere (B = riserve)         | Angri (SA)                   |                     |
| G.S. Fuorigrotta                     | Napoli-Fuorigrotta           |                     |
| U.S. Giovanna D'Arco                 | Castellammare di Stabia (NA) |                     |
| Nola F.C. (B = riserve)              | Nola (NA)                    |                     |
| U.S. Paganese                        | Pagani (SA)                  |                     |
| Fascio Sportivo Savoia (B = riserve) | Torre Annunziata (NA)        |                     |
| U.S. Scafatese                       | Scafati (SA)                 |                     |
| S.S. Sibilla                         | Bacoli (NA)                  |                     |
| U.S. Torrese                         | Torre del Greco (NA)         |                     |

### Classifica
|  | Pos. | Squadra         | Pt | G  | V | N | P | GF | GS | DR |
|  | ---- | --------------- | -- | -- | - | - | - | -- | -- | -- |
|  | 1.   | Fuorigrotta     | 22 | 18 | . | . | . | .  | .  |    |
|  | 1.   | Giovanna D'Arco | 22 | 18 | . | . | . | .  | .  |    |
|  | 1.   | Scafatese       | 22 | 18 | . | . | . | .  | .  |    |
|  | 4.   | Torrese         | 21 | 18 | . | . | . | .  | .  |    |
|  | 5.   | Sibilla         | 19 | 18 | . | . | . | .  | .  |    |
|  | 6.   | Nola B (-1)     | 18 | 18 | . | . | . | .  | .  |    |
|  | 7.   | Bagnolese C     | 16 | 18 | . | . | . | .  | .  |    |
|  | 7.   | Savoia B        | 16 | 18 | . | . | . | .  | .  |    |
|  | 9.   | Cotoniere (B)   | 13 | 18 | . | . | . | .  | .  |    |
|  | 10.  | Paganese        | 10 | 18 | . | . | . | .  | .  |    |

Legenda:
      Ammesso al girone finale.
Regolamento:
Due punti a vittoria, uno a pareggio, zero a sconfitta.
Pari merito in caso di pari punti se non in zona promozione/finali.
Note:
Nola B ha scontato 1 punto di penalizzazione in classifica per una rinuncia.

### Risultati
| Andata (1ª) | Andata (1ª) | Prima giornata       | Ritorno (10ª) | Ritorno (10ª) |
|             |             |                      |               |               |
| 26 ott.     | 0-2         | Angri B-Fuorigrotta  | 0-6           | 4 gen.        |
| 26 ott.     | 1-1         | Paganese-Bagnolese C | -             | 4 gen.        |
| 26 ott.     | 2-0         | Torrese-Sibilla      | -             | 4 gen.        |
| 26 ott.     | -           | D'Arco-Nola B        | 0-1           | 4 gen.        |
| 26 ott.     | -           | Savoia B-Scafatese   | 0-2           | 4 gen.        |

| Andata (2ª) | Andata (2ª) | Seconda giornata      | Ritorno (11ª) | Ritorno (11ª) |
|             |             |                       |               |               |
| 2 nov.      | 2-2         | Paganese-Angri B      | 2-4           | 11 gen.       |
| 2 nov.      | 3-3         | Torrese-Savoia B      | 2-2           | 11 gen.       |
| 2 nov.      | 2-1         | D'Arco-Sibilla        | 0-1           | 11 gen.       |
| 2 nov.      | 1-1         | Nola B-Fuorigrotta    | -             | 11 gen.       |
| 2 nov.      | -           | Scafatese-Bagnolese C | 0-1           | 11 gen.       |

| Andata (3ª) | Andata (3ª) | Terza giornata       | Ritorno (12ª) | Ritorno (12ª) |
|             |             |                      |               |               |
| 9 nov.      | 2-2         | Fuorigrotta-Sibilla  | 1-4           | 18 gen.       |
| 9 nov.      | 0-0         | D'Arco-Torrese       | 2-3           | 18 gen.       |
| 9 nov.      | 2-2         | Paganese-Nola B      | 1-1           | 18 gen.       |
| 9 nov.      | 2-2         | Savoia B-Bagnolese C | 3-4           | 18 gen.       |
| 9 nov.      | 3-2         | Angri B-Scafatese    | 0-4           | 18 gen.       |

| Andata (4ª) | Andata (4ª) | Quarta giornata     | Ritorno (13ª) | Ritorno (13ª) |
|             |             |                     |               |               |
| 16 nov.     | 2-2         | Sibilla-Paganese    | 1-2           | 1 feb.        |
| 16 nov.     | 1-0         | Torrese-Fuorigrotta | 0-0           | 1 feb.        |
| 16 nov.     | 3-0         | Savoia B-D'Arco     | 1-4           | 22 feb.       |
| 16 nov.     | 3-2         | Nola B-Scafatese    | 1-3           | 1 feb.        |
| 16 nov.     | 1-1         | Angri B-Bagnolese C | 1-2           | 1 feb.        |

| Andata (5ª) | Andata (5ª) | Quinta giornata    | Ritorno (14ª) | Ritorno (14ª) |
|             |             |                    |               |               |
| 23 nov.     | 0-0         | Scafatese-Sibilla  | 2-4           | 8 feb.        |
| 23 nov.     | 1-1         | Paganese-Torrese   | 1-4           | 8 feb.        |
| 23 nov.     | 1-2         | Fuorigrotta-D'Arco | -             | 15 mar.       |
| 23 nov.     | 1-2         | Bagnolese C-Nola B | 1-0           | 8 feb.        |
| 23 nov.     | 3-0         | Savoia B-Angri B   | 1-1           | 8 feb.        |

| Andata (6ª) | Andata (6ª) | Sesta giornata       | Ritorno (15ª) | Ritorno (15ª) |
|             |             |                      |               |               |
| 30 nov.     | 1-0         | Sibilla-Bagnolese B  | 1-3           | 15 feb.       |
| 30 nov.     | 2-0         | Torrese-Scafatese    | 1-2           | 15 feb.       |
| 30 nov.     | 5-0         | D'Arco-Paganese      | 3-1           | 15 feb.       |
| 30 nov.     | 7-1         | Fuorigrotta-Savoia B | 2-6           | 15 feb.       |
| 30 nov.     | 2-1         | Angri B-Nola B       | 1-2           | 22 feb.       |

| Andata (7ª) | Andata (7ª) | Settima giornata     | Ritorno (16ª) | Ritorno (16ª) |
|             |             |                      |               |               |
| 7 dic.      | 7-0         | Sibilla-Angri B      | -             | 1 mar.        |
| 7 dic.      | 0-2         | Bagnolese C-Torrese  | -             | 1 mar.        |
| 7 dic.      | 2-1         | Scafatese-D'Arco     | 1-1           | 1 mar.        |
| 7 dic.      | 1-1         | Paganese-Fuorigrotta | 0-4           | 19 mar.       |
| 7 dic.      | 3-2         | Nola B-Savoia B      | -             | 15 mar.       |

| Andata (8ª) | Andata (8ª) | Ottava giornata       | Ritorno (17ª) | Ritorno (17ª) |
|             |             |                       |               |               |
| 14 dic.     | 1-3         | Sibilla-Nola B        | 2-0           | 8 mar.        |
| 14 dic.     | 1-0         | Torrese-Angri B       | 1-2           | 8 mar.        |
| 14 dic.     | 4-1         | D'Arco-Bagnolese C    | 2-1           | 8 mar.        |
| 14 dic.     | 5-2         | Fuorigrotta-Scafatese | -             | 8 mar.        |
| 14 dic.     | 4-1         | Savoia B-Paganese     | 0-6           | 8 mar.        |

| \| Andata (9ª) \| Andata (9ª) \| Nona giornata \| Ritorno (18ª) \| Ritorno (18ª) \| \| \| \| \| \| \| \| 21 dic. \| - \| Sibilla-Savoia B \| 2-4 \| 22 mar. \| \| 21 dic. \| 3-1 \| Nola B-Torrese \| 1-6 \| 22 mar. \| \| 21 dic. \| 2-1 \| Angri B-D'Arco \| 0-2 \| 22 mar. \| \| 21 dic. \| - \| Bagnolese C-Fuorigrotta \| 1-3 \| 22 mar. \| \| 21 dic. \| 3-0 \| Scafatese-Paganese \| 2-0 \| 22 mar. \| |             |                         |               |               |
| Andata (9ª) | Andata (9ª) | Nona giornata           | Ritorno (18ª) | Ritorno (18ª) |
| |             |                         |               |               |
| 21 dic. | -           | Sibilla-Savoia B        | 2-4           | 22 mar.       |
| 21 dic. | 3-1         | Nola B-Torrese          | 1-6           | 22 mar.       |
| 21 dic. | 2-1         | Angri B-D'Arco          | 0-2           | 22 mar.       |
| 21 dic. | -           | Bagnolese C-Fuorigrotta | 1-3           | 22 mar.       |
| 21 dic. | 3-0         | Scafatese-Paganese      | 2-0           | 22 mar.       |

## Girone finale

### Classifica
|  | Pos. | Squadra          | Pt       | G | V | N | P | GF | GS | DR |
|  | ---- | ---------------- | -------- | - | - | - | - | -- | -- | -- |
|  | 1.   | Littorio         | 10       | 6 | . | . | . | .  | .  |    |
|  | 2.   | Giovanna D'Arco  | 7        | 6 | . | . | . | .  | .  |    |
|  | 3.   | Torrese          | 4        | 6 | . | . | . | .  | .  |    |
|  | 4.   | Fuorigrotta      | 3        | 6 | . | . | . | .  | .  |    |
|  | ---  | Mariglianese     | Ritirato |   |   |   |   |    |    |    |
|  | --   | Aurelio Padovani | Ritirato |   |   |   |   |    |    |    |
|  | --   | Scafatese        | Ritirato |   |   |   |   |    |    |    |
|  | --   | Tommaso Vicario  | Ritirato |   |   |   |   |    |    |    |

Legenda:
      Promosso in Seconda Divisione 1931-1932.
Regolamento:
Due punti a vittoria, uno a pareggio, zero a sconfitta.
Pari merito in caso di pari punti se non in zona promozione/finali.
Note:
Mariglianese, Aurelio Padovani, Scafatese e Tommaso Vicario ritiratesi a fase finale avviata.

### Giornali
- Il Littoriale, quotidiano sportivo consultabile presso l'Emeroteca del CONI e le Biblioteche Universitarie di Pavia, Modena e Padova più la Biblioteca Nazionale Centrale di Firenze.
- Gazzetta dello Sport, stagione 1930-31, consultabile presso le Biblioteche:
  - Biblioteca Civica di Torino;
  - Biblioteca Nazionale Braidense di Milano,
  - Biblioteca Civica Berio di Genova,
  - Biblioteca Nazionale Centrale di Firenze,
  - Biblioteca Nazionale Centrale di Roma.

### Libri
- Luigi Saverio Bertazzoni, Annuario Italiano del Giuoco del Calcio - Volume III (1929-30 e 1930-31), F.I.G.C. - Bologna, edito a Modena. Il volume è conservato presso:
  - Biblioteca Nazionale Centrale di Firenze;
  - Biblioteca Universitaria Estense di Modena.
- Paolo Buonanno, 85 anni di calcio a Giugliano, Una storia in gialloblu, Giugliano in Campania, Abbiabbè, 2013.